# Liste der Kulturdenkmale in Großfahner

Die Liste der Kulturdenkmale in Großfahner enthält die Kulturdenkmale, die am 29. Juni 2023 in der Denkmallisten der unteren Denkmalschutzbehörde des Landkreises Gotha zur Gemeinde Großfahner verzeichnet waren.

## Legende
- Bild: zeigt ein Bild des Kulturdenkmals und gegebenenfalls einen Link zu weiteren Fotos des Kulturdenkmals im Medienarchiv Wikimedia Commons
- Bezeichnung: Name, Bezeichnung oder die Art des Kulturdenkmals
- Lage: Wenn vorhanden Straßenname und Hausnummer des Kulturdenkmals; Grundsortierung der Liste erfolgt nach dieser Adresse. Der Link Karte führt zu verschiedenen Kartendarstellungen und nennt die Koordinaten des Kulturdenkmals.
 Kartenansicht, um Koordinaten zu setzen – in dieser Kartenansicht sind Kulturdenkmale ohne Koordinaten mit einem roten bzw. orangen Marker dargestellt und können in der Karte gesetzt werden. Kulturdenkmale ohne Bild sind mit einem blauen bzw. roten Marker gekennzeichnet, Kulturdenkmale mit Bild mit einem grünen bzw. orangen Marker.
- Datierung: gibt das Jahr der Fertigstellung beziehungsweise das Datum der Erstnennung oder den Zeitraum der Errichtung an
- Beschreibung: bauliche und geschichtliche Einzelheiten des Kulturdenkmals, vorzugsweise die Denkmaleigenschaften
- ID: Die ID identifiziert das Kulturdenkmal eindeutig. In Thüringen sind aktuell keine IDs veröffentlicht. In der ID-Spalte kann sich auch folgendes Icon  befinden, dies führt zu Angaben zu diesem Kulturdenkmal bei Wikidata.

## Einzeldenkmale
| Bild                                    | Bezeichnung                                            | Lage                                 | Datierung | Beschreibung | ID |
| --------------------------------------- | ------------------------------------------------------ | ------------------------------------ | --------- | --- | -- |
| Direkt Bild zu diesem Denkmal hochladen | Pfarrgehöft                                            | Am Plan 11 (ist nicht im Stadtplan!) |           | ehem. Pfarrgehöft |    |
| Direkt Bild zu diesem Denkmal hochladen | Dorfmauer                                              | Dorfwand                             |           | Dorfmauer |    |
| BW                                      | Wohnhaus                                               | Freiheitsstraße 35 (Karte)           |           | zweigeschossiges Giebelhaus |    |
| BW                                      | Wohnhaus mit Tor                                       | Freiheitsstraße 36 (Karte)           |           | zweigeschossiges Giebelhaus mit Tor |    |
| weitere Bilder Fotos hochladen          | evangelische Kirche St. Peter und Paul mit Ausstattung | Hauptstraße 4 (Karte)                | 1653      | Schlichte Saalkirche mit Holztonnengewölbe, der kräftige Kirchturm 1661/62 fertiggestellt. 1713 Kirchenschiff umgebaut, 1874 Kirchturm erhöht und mit neugotischer Spitze versehen. 1980 Sperrung wegen Einsturzgefahr, 1991 bis 1997 grundhafte Restaurierung. Friedhof neben der Kirche mit Gedenkstein an die früher hier befindlichen Gräber der Familie von Seebach, alte Grabplatten der Familie sind heute an der Kirchmauer angelehnt. |    |
| BW                                      | Wohnhaus                                               | Lange Gasse 69 (Karte)               |           | zweigeschossiges, traufständiges Wohnhaus mit Satteldach |    |
| BW                                      | Vierseitenhof                                          | Lange Gasse 89 (Karte)               |           | Vierseitenhof |    |